# 郭鋒 (1960年)
郭锋（1960年9月—），广东大埔人，汉族，中国共产党党员。中华人民共和国政治人物、第十三届全国人民代表大会广东省代表。广东省社会科学院研究生毕业。

## 生平
1976年8月参加工作。1984年12月加入中国共产党。历任肇庆市委副书记及市长。2015年2月16日起任清远市委副书记及清远市代市長。2018年3月30日，任中共清远市委书记。
2018年，郭锋被选为广东省出席第十三届全国人民代表大会代表。
2020年9月，不再担任中共清远市委书记。
2023年10月7日，因涉嫌严重违纪违法，接受广东省纪委监委纪律审查和监察调查。2024年1月，郭锋被广东省纪委监委开除党籍和公职。